# Vuelos de la muerte (México)

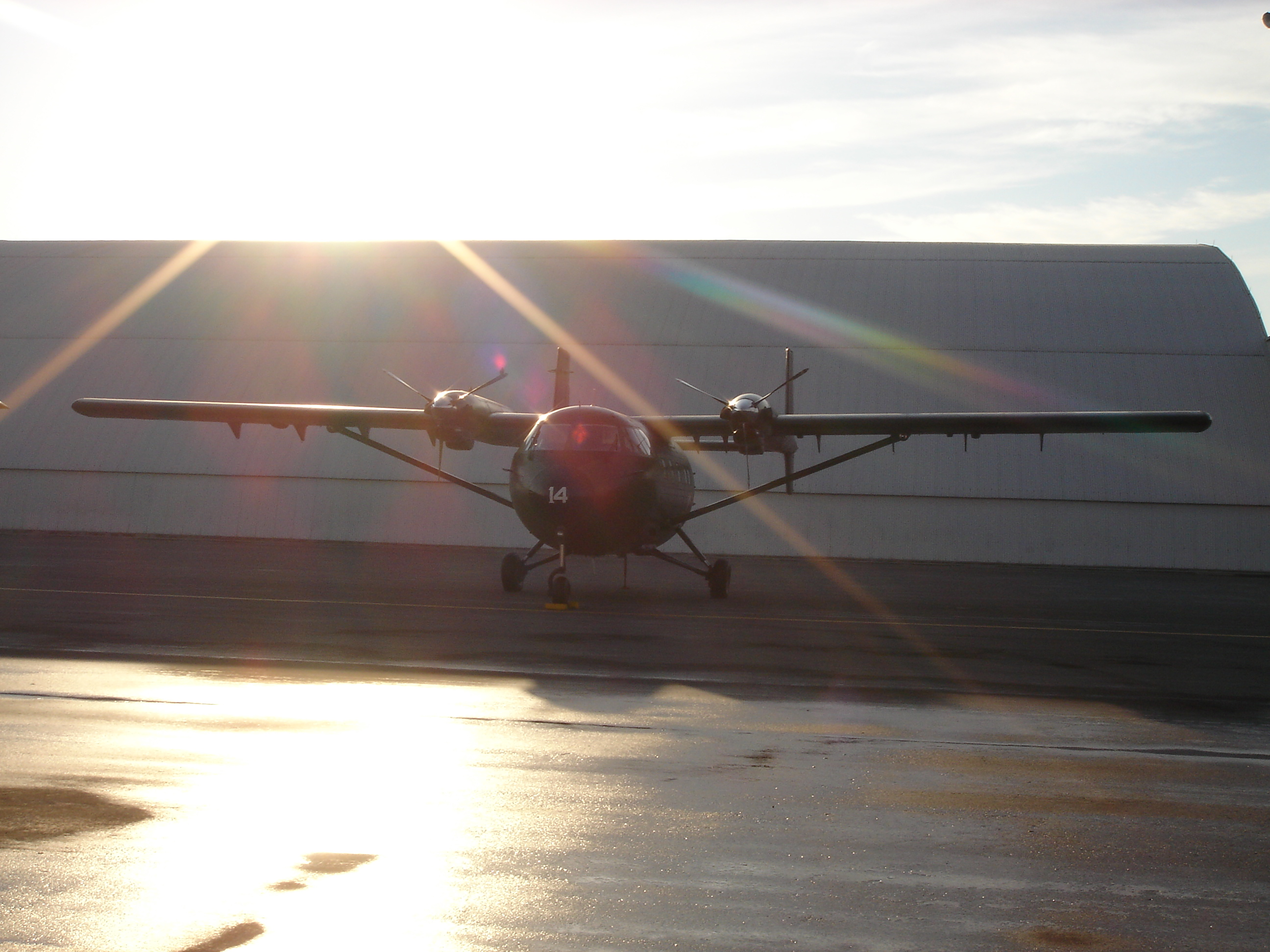
Una aeronave IAI Arava de la Fuerza Aérea Mexicana en la Base Aérea Militar N.º 7 de Pie de la Cuesta. Una aeronave semejante fue usada en los vuelos.

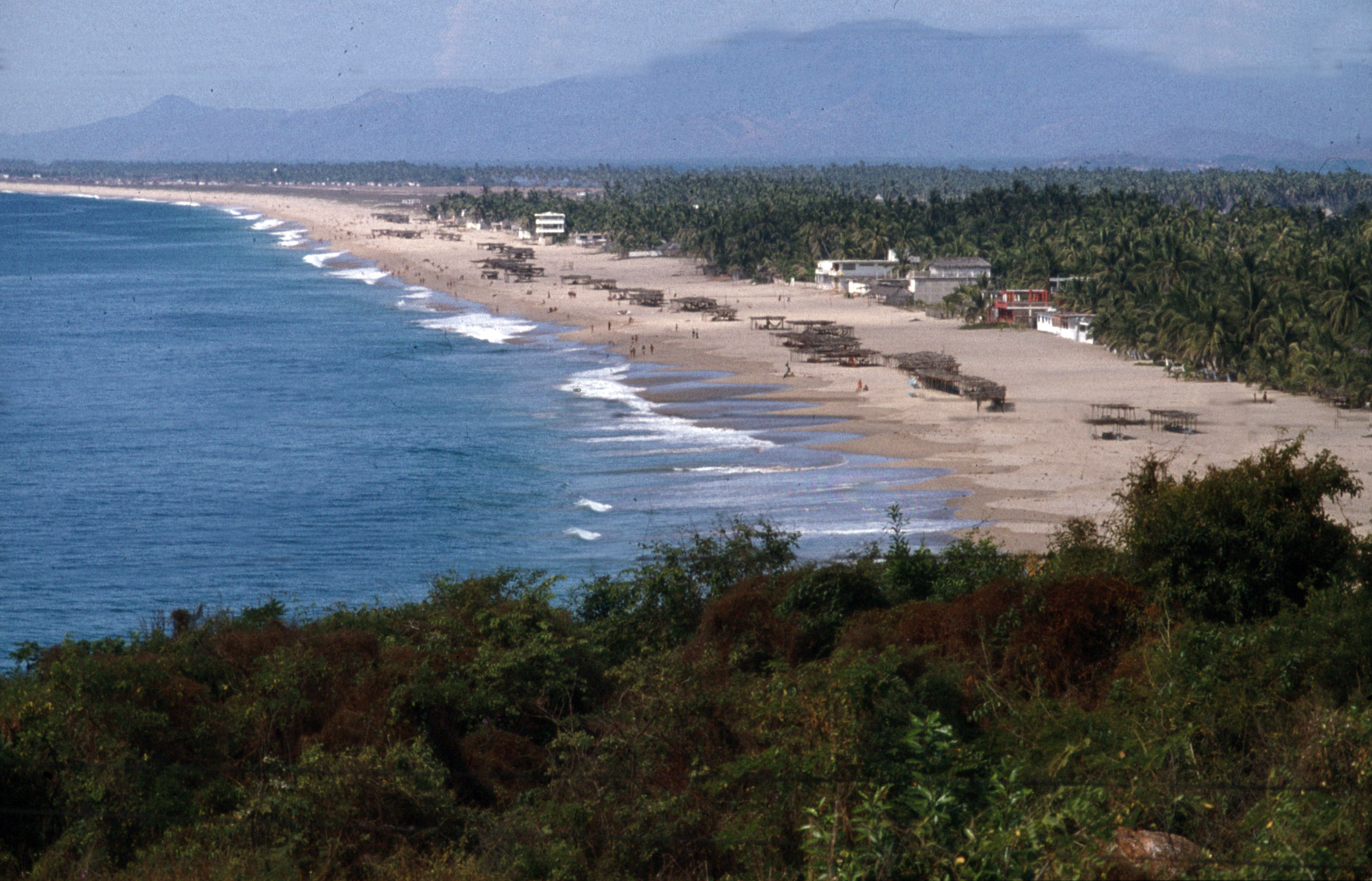
Zona de Pie de la Cuesta en los años 80.

Los vuelos de la muerte fueron un método de exterminio consistente en arrojar personas al mar desde un avión, que utilizó el Gobierno de México durante la llamada Guerra Sucia en los años 70 y 80, con el fin de asesinar a unas 1 500 personas detenidas desaparecidas forzadamente y eliminar las pruebas del delito.

## Desarrollo
La práctica de eliminación de los cadáveres consta en los Manuales de la Escuela de las Américas, sitio donde fueron instruidos militares mexicanos. que realizaron este método registrado también en Chile, Uruguay y Argentina. Dicha operación se habría registrado en el contexto del terrorismo de Estado ejercido por los gobiernos de Luis Echeverría y José López Portillo.
Se tienen registros de que personas detenidas forzadamente provenientes del propio estado de Guerrero y de otros como Oaxaca, Puebla, Tlaxcala, Hidalgo, Nuevo León, Chihuahua y la Ciudad de México, opositoras al gobierno mexicano e integrantes de organizaciones guerrilleras y políticas como Movimiento de Acción Revolucionaria (MAR), Fuerzas Armadas Revolucionarias (FAR), la Liga Comunista 23 de Septiembre, la Brigada Campesina de Ajusticiamiento, el Partido de los Pobres y el Partido Comunista Mexicano así como desertores del propio ejército sumados a la lucha armada.
Fueron llevadas a un primer centro clandestino de detención y tortura a cargo del Grupo Operativo de la Policía Militar, mismo que dirigió el militar Francisco Quirós Hermosillo, ubicado en la calle El Tigre en Acapulco. Otros testimonios como el de Gustavo Tarín Chávez indican que las oficinas de la Policía y Tránsito de esa ciudad, conocidas como «el ferrocarril» funcionaban de igual manera. Ahí los elementos militares y policíacos interrogaron y torturaron a unos 1 500 detenidos tan solo entre 1974 y 1976.
Dichas personas, que no eran presentadas formalmente como detenidas ante un juez, podían calificar a una «amnistía». De negarse a aceptarla, eran trasladados en una camioneta tipo Van color café a otro centro clandestino de detención y tortura establecido la Base Aérea Militar N.º 7 de Pie de la Cuesta, sitio en donde eran colocados en un banquillo de acero, el «banquillo de los acusados» en un cuarto de 20 a 30 metros cuadrados, en donde eran engañados que serían fotografiados. En ese lugar fueron asesinados con una misma pistola calibre 380 con silenciador apodada por los militares «la espada justiciera» por cuatro elementos del Ejército Mexicano que se turnaban los crímenes: Mario Arturo Acosta Chaparro, Alfredo Mendiola, Alberto Aguirre I. Quintanar y Humberto Rodríguez Acosta.
Una vez hecho el disparo en la nuca, los militares colocaban una bolsa plástica en la cabeza para contener la sangre. Los cuerpos eran colocados en costales de yute al que le colocaban piedras, y lo cosían, transportándolos en una carretilla hasta el avión IAI Arava 201 matrícula 2005 de la Fuerza Aérea Mexicana en grupos de ocho a quince víctimas. Un testimonio del mecánico Margarito Monroy Candía, quien participó en los vuelos, indica que recibió la orden de quitarle al avión la puerta lateral derecha de emergencia. Los militares realizaban lo que denominaban el «vuelo a Oaxaca», es decir, el traslado hasta la costa de ese estado en donde arrojaban a sus víctimas, algunas de ellas reportadas aún vivas o agonizando. La aeronave se adentraba unas 50 millas de la costa para volver a ella hasta descender a unos 500 pies de altitud, reduciendo la velocidad a 115 o 120 nudos, momento en el que eran arrojadas las personas.
Se realizaban hasta tres vuelos entre las 10 de la noche y las 6 de la mañana del día siguiente. La Comisión de la Verdad del Estado de Guerrero calculó en unas 1 500 las personas asesinadas y desaparecidas de esta manera. En el primer vuelo, en el que fueron arrojados ocho personas, participaron Quirós Hermosillo, Acosta Chaparro, el piloto Carlos David González Gómez y un copiloto de nombre Jorge.